# Fill (música)
Un fill (del inglés: rellenar) es un pasaje musical de corta duración, un riff o una secuencia de sonidos rítmicos, que ayuda a mantener la atención del oyente durante un intervalo entre distintas frases de la melodía. Scott Schroedl lo define como:

Un breve intervalo en la música, una frase que rellena los espacios vacíos de la música y/o señala el final de una frase. Es como un mini-solo.

## Estructura del fill
Los fills pueden variar de forma importante en cuanto a su estilo, longitud o dinámica, dependiendo tanto de la estructura concreta del tema en que se insertan, como del tipo de música que se está interpretando, aunque en general se trata de pasajes de muy corta duración. Pueden estar interpretados por cualquier tipo de instrumento y, en el blues o en temas cantados al estilo swing, un fill puede incluso ser cantado. En la música hip-hop, el fill puede consistir en scratchs producidos por un DJ. 
En cualquier caso, y aunque el fill supone una pequeña ruptura en la secuencia del tema, el tempo no debe cambiar. Un aspecto importante es que la continuidad de la música no puede sacrificarse a la técnica del fill.
En algunos estilos como el jazz, los músicos tienen libertad para improvisar distintos fills cada vez que tocan una misma pieza. En otros tipos de música, tales como el bluegrass, los músicos suelen usar simplemente escalas ascendentes o descendentes como fills. En algunos casos los fills están escritos como parte de la canción. The Eagles, por ejemplo, tocaban los mismos fills cada vez que tocaban un mismo tema.
En ocasiones, se produce una verdadera especialización de músicos en este tipo de recursos tércnicos. Así, por ejemplo, en el grupo de rock Lynyrd Skynyrd, mientras Rossington y Collins tocaban normalmente los solos de guitarra, el tercer guitarrista Ed King se encargaba siempre de los fills.

## Comparación con técnicas similares
Tienen un carácter diferenciado de los breaks, que son también pasajes cortos intercalados entre dos secciones de una canción aunque, a diferencia de los fills (relativamente no intrusivos) producen una ruptura en la secuencia del tema y tienen un marcado carácter solista, es decir, focalizan la atención sobre ellos y la técnica instrumental del músico.
Los pasajes "fill" también son diferentes de los denominados pasajes "lead", en los que la parte cantada se interrumpe para que un instrumento sustituya a la voz en el desarrollo de la melodía, con más o menos variaciones.